# Raad voor Cultuur
De Raad voor Cultuur is het belangrijkste adviesorgaan voor de Nederlandse regering op het gebied van kunst, cultuur en media. Ze moet cultuurpolitiek en beleidsstrategisch adviseren over de volle breedte van het cultuur- en mediabeleid en over de toekenning van subsidies. De Raad is gevestigd in Den Haag, is onafhankelijk en geeft gevraagd en ongevraagd advies. 
De Raad is per 22 november 1995 bij wet (Wijzigingswet Wet op het specifiek cultuurbeleid) ingesteld, min of meer als opvolger van Raad voor de Kunst.

## Geschiedenis

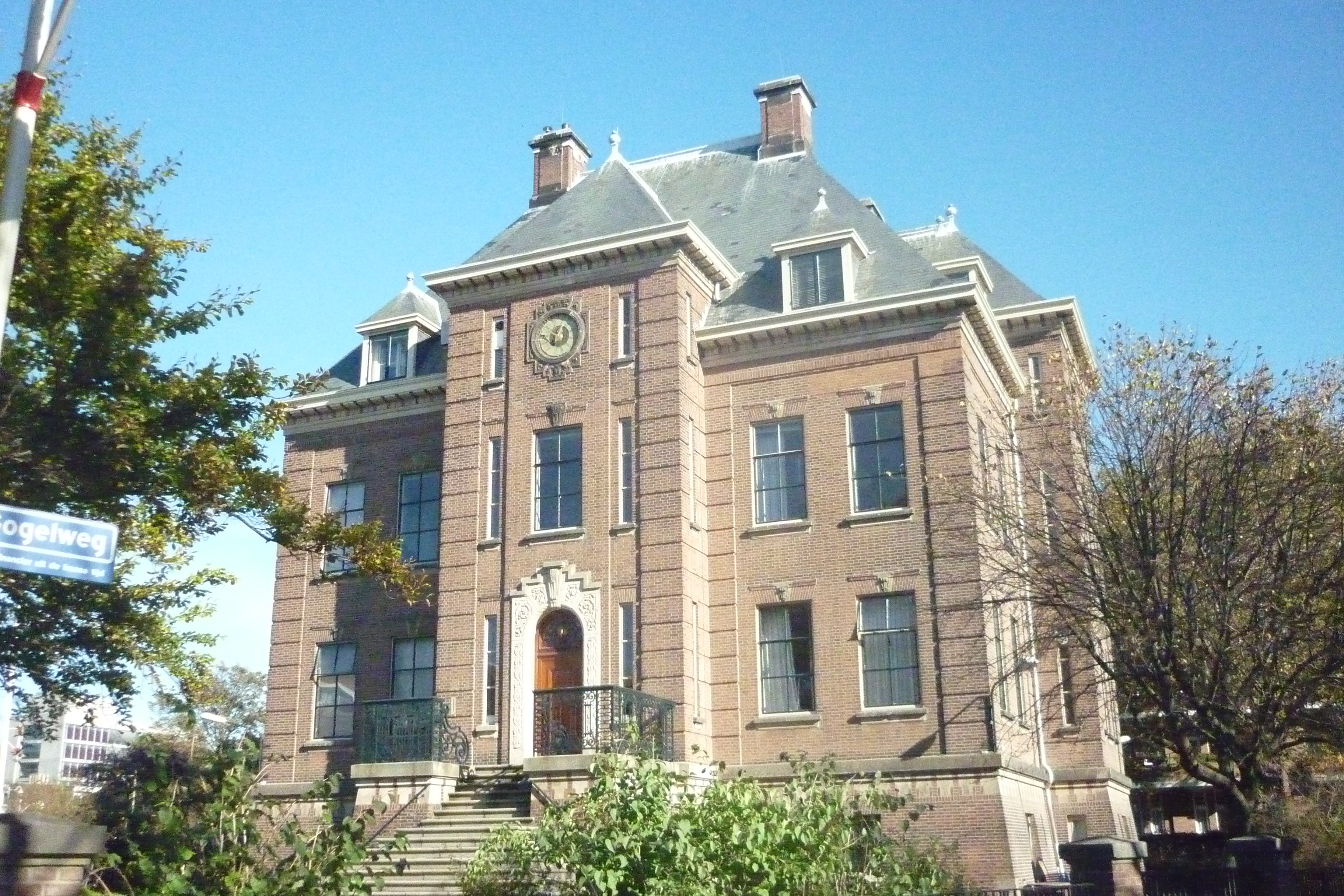
Tot 2014 was de Raad gevestigd aan de RJ Schimmelpennincklaan 3 in Den Haag, een rijksmonument

### Nasleep advies in 2011
Els Swaab was voorzitter van de Raad voor Cultuur tot 1 juli 2011. Zij stapte op uit onvrede over de bezuinigingsplannen van 200 miljoen euro op de culturele sector. Op 27 juni 2011 werd door de Tweede Kamer het plan aangenomen om vanaf 2012 tweehonderd miljoen euro op cultuur te bezuinigen. Daarbij werd voorbij gegaan aan het advies van de Raad om onder meer de bezuiniging geleidelijk in te voeren. Els Swaab over het beleid van staatssecretaris Halbe Zijlstra van Cultuur tijdens het kabinet-Rutte I: 
Door de keuzes die dit kabinet maakt, wordt de schade die de bezuinigingen veroorzaken groter dan noodzakelijk is.
Zij werd opgevolgd als voorzitter door Joop Daalmeijer. Leden van commissies, waaronder de voltallige commissie Podiumkunsten, stapten eveneens op.

### 2016 en 2020
In november 2016 werd Daalmeijer opgevolgd door Marijke van Hees, oud-wethouder Cultuur in Enschede.
In november 2020 werd Van Hees opgevolgd door Kristel Baele, onderwijsbestuurder en toezichthouder.